# Brillat-savarin (marque fromagère)
Pour les articles homonymes, voir Brillat-Savarin.
Brillat-Savarin est la marque commerciale d'usage collectif d'un fromage français créé en 1890 par la famille Dubuc près de Forges-les-Eaux (Seine-Maritime) sous la marque privée originelle « Excelsior ». Dans les années 1930, Henri Androuët, un crémier parisien, le commercialise et utilise « Brillat-Savarin » comme surmarque en référence au magistrat et célèbre gastronome Jean Anthelme Brillat-Savarin.
Sa meilleure période de consommation s'étend d'avril à octobre.

## Histoire de la marque et protection commerciale

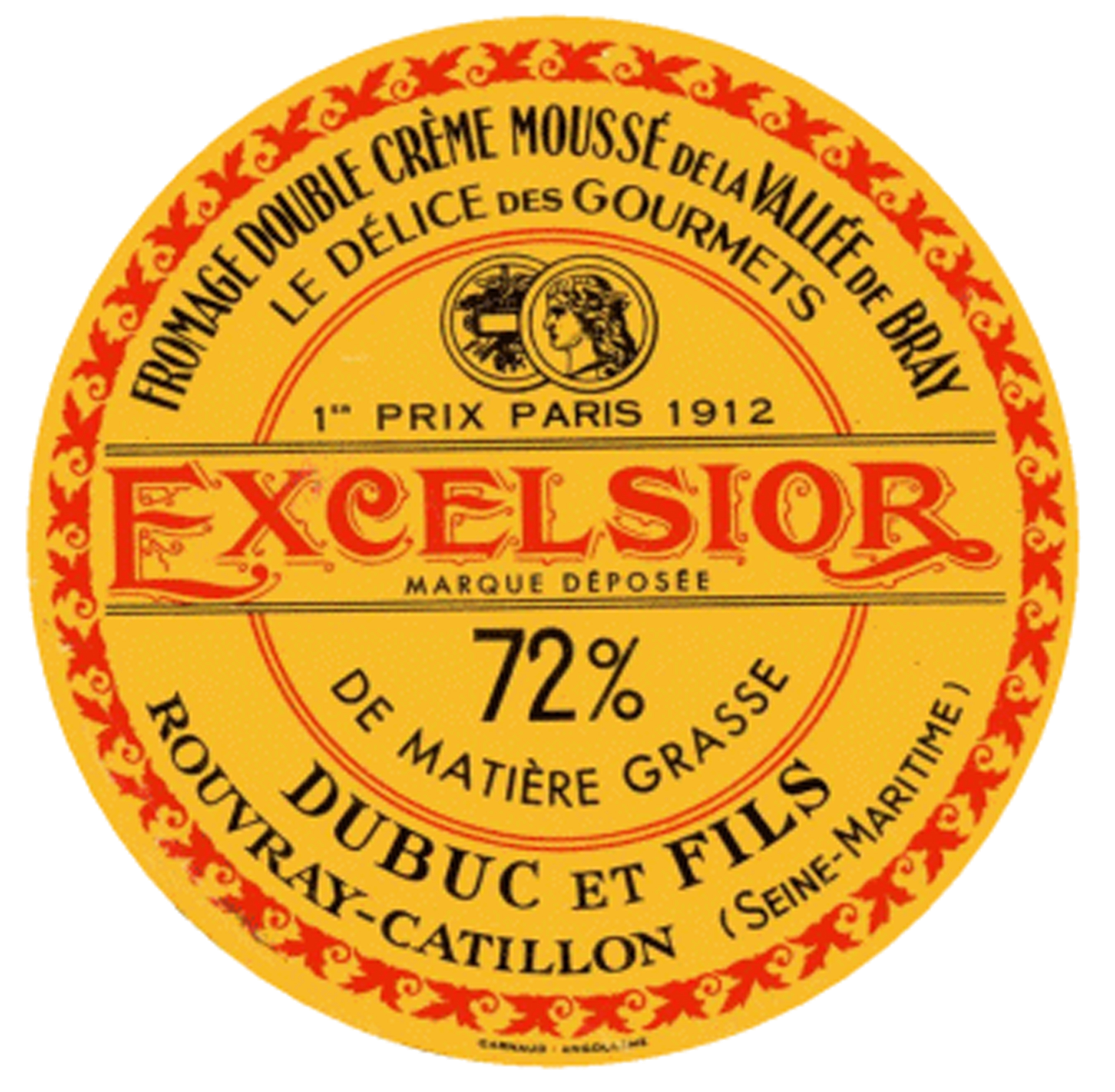
Excelsior, rebaptisé « brillat-savarin » dans les années 1930.

Malgré le label IGP qui protège l'emploi de « Brillat-Savarin » pour l'identification commerciale d'un fromage, cette dénomination n'est pas une appellation populaire et ancienne mais une marque d'usage collectif appartenant au Groupement de promotion du Brillat-Savarin. Sa notoriété résulte de son succès commercial au début des années 1930. C’est un commerçant affineur parisien renommé qui l'a baptisé en l'honneur du célèbre gastronome et magistrat Jean Anthelme Brillat-Savarin, auteur de l’ouvrage Physiologie du goût publié en 1826.
Le 19 janvier 2017, la Commission européenne enregistre comme Indication géographique protégée le nom « Brillat-Savarin ».

## Description

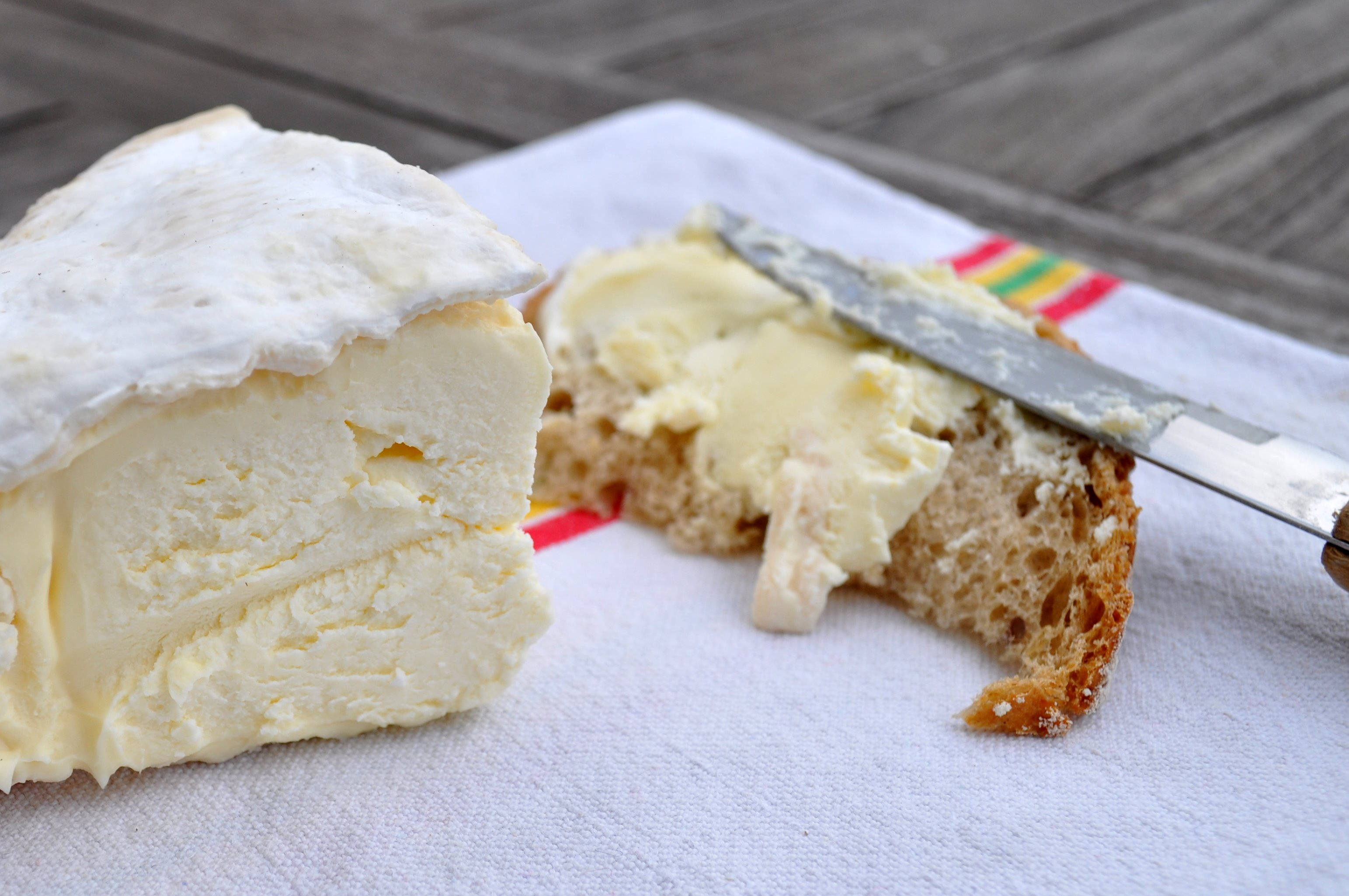
Une part de Brillat-Savarin avec une partie étalée sur une tranche de pain.

Ce fromage triple-crème, doux au palais, se consomme jeune et frais. Il est principalement fabriqué en Bourgogne.
Comportant au minimum 72 % de matière grasse sur extrait sec dans le produit fini, réalisé à partir de lait de vache cru ou pasteurisé, c'est un fromage à pâte molle à croûte fleurie.
Son poids doit être compris entre 100 et 250 g pour les petits formats, sous la forme d’un disque plat de 6 à 10 cm de diamètre et 3 à 6 cm d’épaisseur et de minimum 500 g pour un grand format pour un diamètre compris entre 11 et 14 cm et une épaisseur de 4 à 7 cm.

## Fabrication
L’aire géographique de fabrication du Brillat-Savarin s’étire de la Seine-et-Marne au nord de la Saône-et-Loire.